# Villastar
Villastar és un municipi d'Aragó, situat a la província de Terol i enquadrada a la comarca de la Comunitat de Terol. Està situat a 8 km de Terol al peu de la carretera que porta a Conca.